# David Weild IV
David Weild IV es un estadounidense banquero de inversión y comentarista financiero conocido principalmente por haber sido Vicepresidente de NASDAQ. Actualmente es el fundador, presidente y CEO de Weild & Co. Inc., la empresa matriz de la firma de banca de inversión Weild Capital, LLC (conocida como Weild & Co.). Weild también es conocido como el "padre" del Acta JOBS, y ha participado en la redacción de legislación para el Congreso de Estados Unidos.

## Primeros años
Weild se graduó de la preparatoria Hotchkiss School en 1974, luego obtuvo una licenciatura en Wesleyan y un MBA de la Escuela de Negocios Stern de la Universidad de Nueva York.

## Carrera
Weild pasó los primeros catorce años de su carrera en puestos de alta dirección en Prudential Securities. A mediados de la década de 1990 fue jefe de sus transacciones globales de renta variable. En 1999 pasó de ser jefe de su negocio de banca de inversión tecnológica a dirigir PrudentialSecurities.com. Luego pasó a dirigir los negocios de servicios de internet orientados al cliente combinados de Prudential Financial.
Poco después, Weild se convirtió en vicepresidente ejecutivo de clientes corporativos en NASDAQ, y posteriormente su vicepresidente.
Dejó el cargo en julio de 2003  para convertirse en CEO del National Research Exchange. Luego fundó Capital Markets Advisory Partners y simultáneamente dirigió el Grupo de Mercados de Capitales de Grant Thornton LLP, una de las seis organizaciones globales de auditoría, impuestos y asesoría Capital Markets Advisory Partners posteriormente cambió su nombre a Weild & Co. Holdings. También es un colaborador frecuente de Bloomberg News.

## Escritos y esfuerzos legislativos

### Reestructuración de los mercados bursátiles de EE. UU.
Weild se hizo conocido nacionalmente por su defensa de cambiar las leyes estadounidenses aplicadas a las IPO cuando fue entrevistado para un artículo de portada de 1994 sobre el tema por Businessweek. Weild escribió artículos sobre el tema para varios periódicos internacionales de negocios a lo largo de los años. En agosto de 2010 escribió sobre la injusticia sistémica del mercado de valores de renta variable para los pequeños inversores en un artículo para el Financial Times. En octubre de 2011 también abogó por un nuevo mercado de valores para apoyar a las pequeñas empresas en un artículo de opinión publicado en The Wall Street Journal. Él mismo había supervisado más de 1000 ofertas de renta variable durante su carrera. Sus estudios también han sido citados por revistas nacionales. En noviembre de 2009, The Economist escribió sobre la estructura del mercado de valores como una posible causa de la disminución en el número de empresas públicamente listadas, citando trabajos publicados en Grant Thornton LLP por Weild.
En febrero de 2012 escribió para Crain's New York Magazine sobre la reconstrucción del mercado de IPO para empresas más pequeñas, especialmente a la sombra del fallido IPO de Facebook. Unos meses después, el Congreso de EE. UU. aprobó legislación para mejorar las reglas de financiación de las IPO. Weild se hizo conocido como el líder del Movimiento de Nuevos Mercados, abogando por el fin de los mercados de valores únicos. Sus esfuerzos llevaron a The Wall Street Journal a llamarlo el "evangelista de las IPO de pequeña capitalización". Weild también coescribió una sección del libro de 2012 Broken Markets de Financial Times Press, en el que estableció un vínculo directo entre el menor número de IPO estadounidenses y la disminución de la creación de empleo.

### Acta JOBS
El 20 de junio de 2012, Weild proporcionó testimonio al Comité de Servicios Financieros de la Cámara de Representantes de los Estados Unidos Subcomité de Mercados de Capital y Entidades Patrocinadas por el Gobierno "audiencia sobre estructura de mercado: Asegurar mercados ordenados, eficientes, innovadores y competitivos para emisores e inversores". Testificó que los tamaños de tick inadecuados estaban dañando la capacidad de Wall Street para ejecutar y respaldar adecuadamente las IPO. Como resultado, las empresas de pequeña capitalización estaban siendo privadas de acceso a capital, lo que a su vez socavaba el crecimiento de la economía estadounidense. También testificó varias veces ante el Comité Asesor de la SEC sobre Pequeñas y Medianas Empresas de la SEC y el Congreso de los EE. UU. en el esfuerzo por aprobar el 5 de abril de 2012 el Jumpstart Our Business Startups Act a través del gobierno de EE. UU., incluidas audiencias en noviembre de 2009 y junio de 2010. Weild continuó testificando ante el gobierno de EE. UU. respecto a sus reglas ineficaces para tratar con corporaciones de pequeña capitalización. El JOBS Act fue promulgado por el presidente en abril de 2012. El proyecto de ley final se basó en gran medida en estudios realizados por Weild y su coautor Edward Kim. Sus esfuerzos lo han llevado a ser conocido como el "Padre" del Acta JOBS, según Forbes Magazine.

### Crítica adicional de los mercados de IPO de EE. UU.
Parte de lo que Weild solicitó en 2012 fue la posible fundación de un nuevo mercado de valores que pudiera manejar las necesidades de financiamiento de empresas de pequeña capitalización y promover las pequeñas empresas en EE. UU. Su objetivo es aumentar el número de IPO por año, creando condiciones que podrían satisfacer las necesidades de soporte del mercado secundario de empresas más pequeñas que las que actualmente persiguen las IPO como parte de sus estrategias comerciales. Al cambiar el tamaño de los ticks, Weild ha argumentado que las fracciones de precios de las acciones son demasiado difíciles de diferenciar para muchos inversores, y que los ticks podrían medirse en términos de centavos, nickels, dimes o quarters, en lugar de simplemente centavos o fracciones. Weild ha afirmado que mayores incentivos económicos para apoyar las acciones de pequeña capitalización podrían impulsar los precios y la liquidez, lo que llevaría a más IPO y, por lo tanto, a una aceleración en la creación de empleo. Ha advertido que el número de IPO requeridas por año para simplemente mantener los números históricos de empresas públicamente listadas en EE. UU. es de al menos 360, y que este número no se ha alcanzado desde 2000. Un programa piloto completado por FINRA y reportado el 3 de julio de 2018 no encontró apoyo para esta posición. Descubrió que en comparación con un grupo de control que cotizaba acciones de pequeña capitalización en nickels en lugar de centavos, disminuía el comercio, en lugar de aumentarlo como se preveía, y no aumentaba o incluso disminuía el número de creadores de mercado para esas acciones.
Parte de lo que Weild propuso en 2012 fue la fundación potencial de un nuevo mercado de valores que pudiera manejar las necesidades de financiamiento de empresas de pequeña capitalización y promover pequeñas empresas en los EE. UU. Su objetivo es aumentar el número de IPOs por año, creando condiciones que podrían satisfacer las necesidades de soporte posterior al mercado de empresas más pequeñas que las que actualmente persiguen las IPOs como parte de sus estrategias comerciales. Al cambiar el tamaño de los ticks, Weild argumentó que las fracciones de los precios de las acciones son demasiado difíciles de diferenciar para muchos inversores, y que los ticks podrían medirse en términos de centavos, nickels, dimes o quarters, en lugar de simplemente centavos o fracciones. Weild ha afirmado que incentivos económicos más grandes para apoyar acciones de pequeña capitalización podrían impulsar los precios y la liquidez, lo que lleva a más IPOs y, por lo tanto, una aceleración en la creación de empleo. Ha advertido que el número de IPOs requeridos por año para simplemente mantener el número histórico de empresas listadas en bolsa en los EE. UU. es al menos 360, y que este número no se ha alcanzado desde 2000. Un programa piloto completado por FINRA y reportado el 3 de julio de 2018 no encontró apoyo para esta posición. Se encontró que en comparación con un grupo de control que cotizaba acciones de pequeña capitalización en nickels en lugar de centavos, disminuyó el comercio, en lugar de aumentarlo como se predijo, y no aumentó ni siquiera disminuyó el número de creadores de mercado para esas acciones. Weild no se convenció con los resultados del estudio, citando problemas no especificados con el piloto. "Estoy 100% seguro," dijo Weild.